# Otto Fahlgren
Otto Fahlgren (* 8. Dezember 2001) ist ein schwedischer Schauspieler.

## Leben und Karriere
Fahlgren wurde am 8. Dezember 2001 geboren. Sein Debüt gab er 2020 in der Fernsehserie Björnstad. Anschließend trat er 2022 in dem Film Håkan Bråkan auf. Außerdem war er 2023 in dem Kurzfilm Mamma 2 zu sehen. Im selben Jahr bekam Fahlgren in dem Film Sulis 1907 eine Hauptrolle.

## Filmografie
- 2020: Björnstad (Fernsehserie)
- 2022: Håkan Bråkan
- 2023: Mamma 2 (Kurzfilm)
- 2023: Sulis 1907